# Огнєвіч Злата Леонідівна
Зла́та Леоні́дівна О́гнєвіч (ім'я при народженні — Інна Леонідівна Бордюг; нар. 12 січня 1986, Мурманськ, РРФСР або Кривий Ріг, УРСР) — українська співачка та політикиня, заслужена артистка АР Крим. Представниця України на 58-му пісенному конкурсі «Євробачення», на якому посіла III місце. Народний депутат України VIII скликання від Радикальної партії Олега Ляшка.

## Життя і творчість

### Ранні роки
Інна Леонідівна Бордюг народилася 12 січня 1986 року у Мурманську в сім'ї військового хірурга Леоніда Григоровича Бордюга та педагога Галини Василівни Бордюг. 15 лютого 2023 року в інтерв'ю заявила, що насправді народилася в місті Кривому Розі, а офіційним місцем народження було вписане місто Мурманськ через те, що її батько там проходив військову службу.
Родина мешкала в Ленінграді та Мінську. Інна почала займатися музикою в Судаку, куди переїхала разом з родиною у 5 років.
|  | Спочатку це було швидше мамине захоплення. Вона з дитинства любила співати, але якось раз зірвала голос і не змогла розвивати свій дар. А в музичну школу бабуся її чомусь не віддала — чи то грошей не було, то чи часу, вже не знаю. Тому, коли стало ясно, що у мене хороший слух і голос, мама почала втілювати в мені свою не здійснену дитячу мрію стати артисткою. Записала мене в музичну школу по класу фортепіано, я робила деякі успіхи, навіть сама складала невеликі п'єски, на міському конкурсі виконавців отримала Гран-прі. |

У 18 років вступила на навчання до Київського інституту музики ім. Р. Глієра, який закінчила за спеціалізацією «джазовий вокал». Під час навчання була учасницею латин-бенду та вокалісткою Державного ансамблю пісні і танцю Збройних Сил України. Діапазон голосу — 3,5 октави (від «ре» малої октави до «соль» третьої октави (D3-G6)).

### 2009—2011: початок кар'єри
У травні 2009 року стала переможницею конкурсу Перша співоча радіоведуча від київського Бізнес-радіо, де пропрацювала три місяці.
У 2010 році вийшла перша сольна пісня Злати Огнєвіч «Остров любви», створена в співавторстві з композитором Михайлом Некрасовим та поетесою Любов'ю Воропаєвою. Музика до композиції була записана за участі повноцінного симфонічного оркестру, з залученням понад шістдесяти професіоналів. Режисером дебютної відеороботи виступив Дж. Вейланд. Кліп потрапив в ротацію музичних каналів та протягом перших тижнів займав провідні місця хіт-парадів.
У березні того ж року Огнєвіч увійшла до першої п'ятірки виконавців національного добору пісенного конкурсу «Євробачення-2010», де брала участь з англомовною версією дебютного синглу «Tiny Island».
У травні вийшла друга пісня «Ангелы», над якою теж працювали композитор Некрасов та поетеса Воропаєва, а також саундпродюсер Віталій Телезін Огнєвіч стала голосом рекламної кампанії ТМ «Корона» з піснею «Пристрасть», але ця повна пісня не завантажена на стрімінгових платформах.
Улітку презентувала спільний трек з DJ Шамшудіновим «Kiss». Знімання кліпу на цю пісню відбулися у липні 2010 року під Києвом, режисеркою якого виступила Вікторія Некрасова.
У грудні Злата Огнєвіч у парі з Асаном Біляловим перемогла у третьому сезоні талант-шоу «Народна зірка».
У лютому 2011 року вдруге взяла участь у національному доборі на «Євробачення» з піснею «The Кукушка», у фіналі якого посіла II місце, поступившись Міці Ньютон.
Влітку 2011 року дипломати Посольства Аргентини нагородили Злату Огнєвіч званням «Найкращий голос України». Виступала як спеціальна гостя на міжнародному конкурсі «Слов'янський базар» у Вітебську.
Восени 2011 року Злата Огнєвіч представила Україну на Першому Міжнародному конкурсі молодих виконавців, що проходив у рамках фестивалю «Crimea Music Fest» у Ялті, де завоювала Першу премію та приз журналістських симпатій «Зоряний коник»

### 2012—2015: «Євробачення»

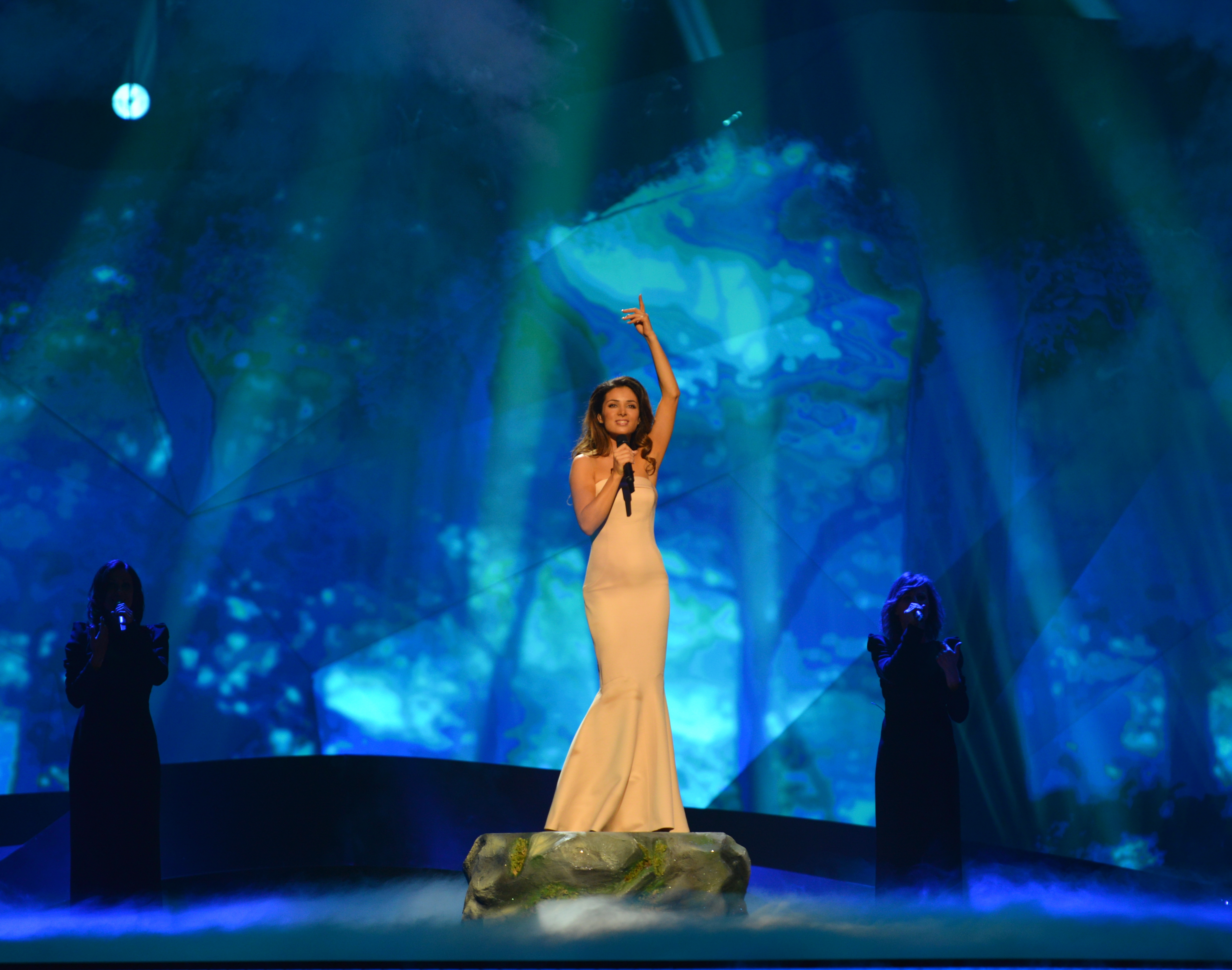
Огнєвіч на репетиції «Євробачення», 2013

У грудні 2012 року Злата Огнєвіч перемогла у національному доборі з піснею «Gravity» та у травні 2013 року представила Україну на 58-му пісенному конкурсі «Євробачення» у Мальме, де посіла III місце. Після конкурсу отримала Почесну грамоту Кабінету Міністрів України та годинник від Прем'єр-міністра Миколи Азарова за винятковий вклад у розвиток українського мистецтва.
30 листопада 2013 року разом з Тимуром Мірошниченком була ведучою 11-го Дитячого пісенного конкурсу «Євробачення», яке проходило в Києві.
У січні 2014 року з Донецьким хором посіла II місце в телешоу «Битви хорів». Того ж року вона отримала нагороду у номінації «Співачка року» 11-го національного рейтингу «Фаворити Успіху».

### 2016—нині

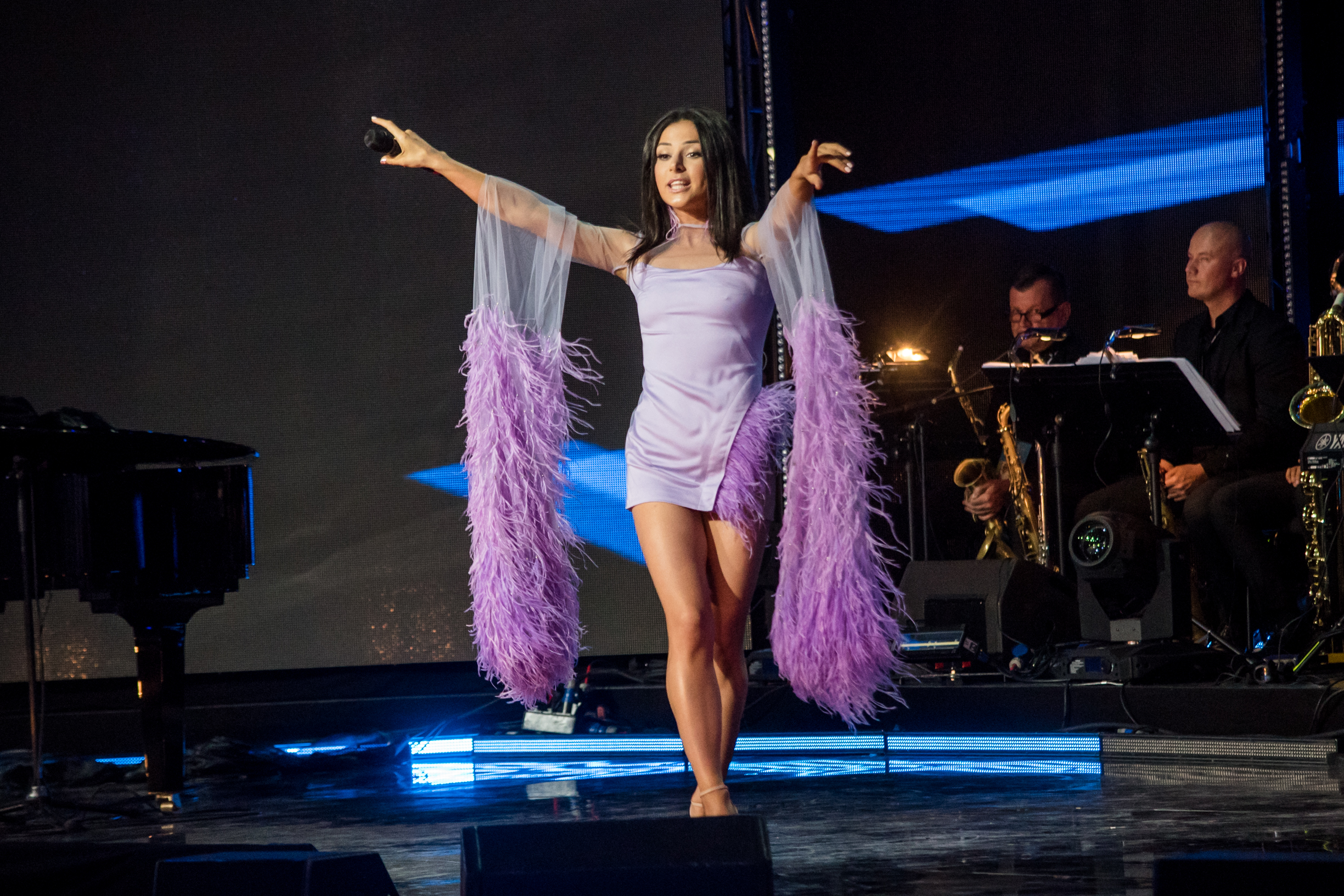
Огнєвіч на фестивалі у Юрмалі, 2017

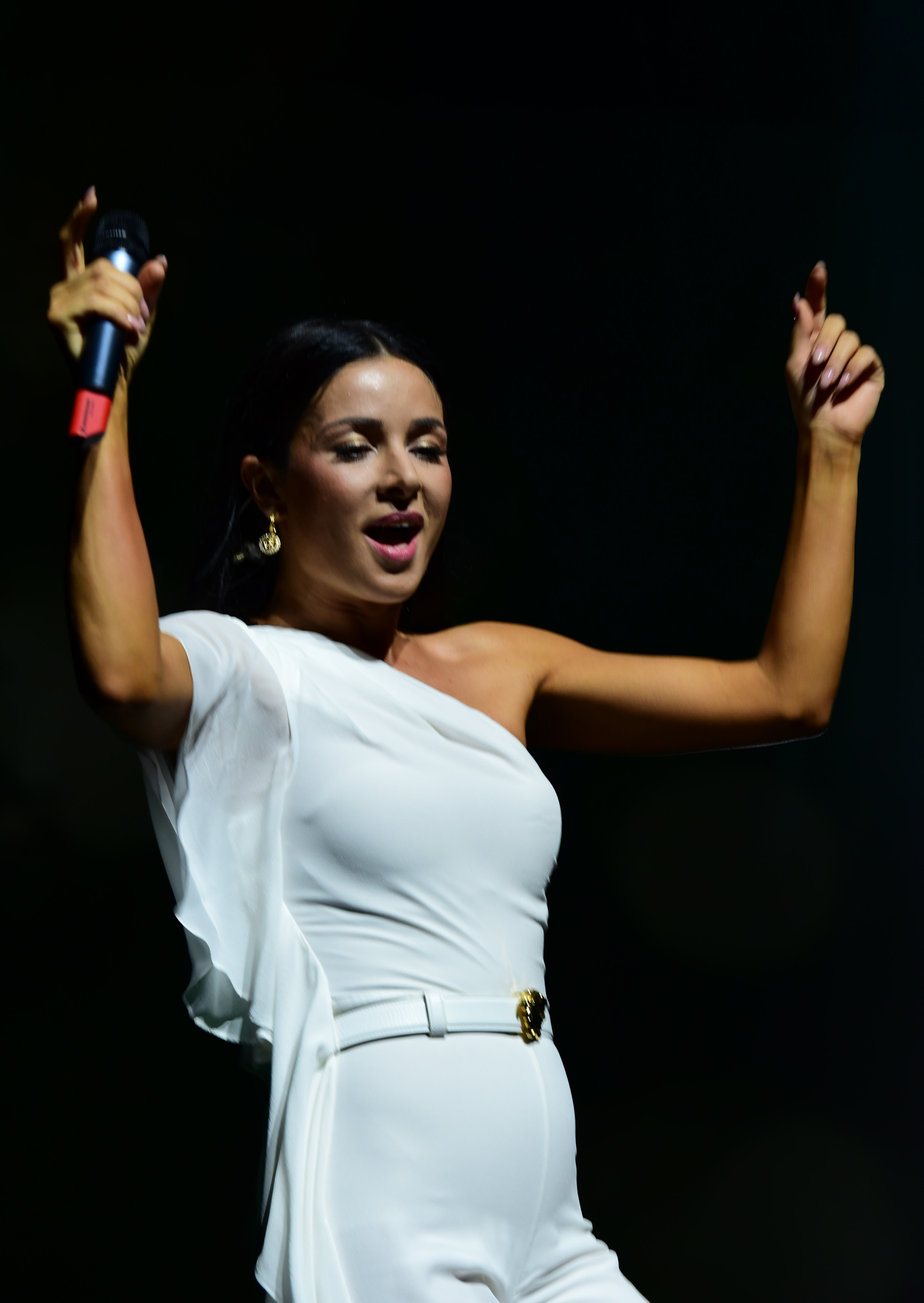
Виступ на конкурсі краси в Торонто, 2018

Наприкінці серпня 2018 року Огнєвіч у парі з Дмитром Жуком стала учасницею шоу «Танці з зірками» на телеканалі 1+1. Вже на другому ефірі згідно з результатами голосування пара покинула шоу.
18 грудня того ж року відбулася прем'єра дебютного альбому Огнєвіч «Грані», до якого увійшло вісім композицій. Над трьома вже виданими композиціями «Танцювати», «Do мене», «Doloni» та новою «Єдиний» співачка співпрацювала з автором та композитором Михайлом Некрасовим. У співавторстві з Катею Роговою був написаний трек «Сповідь», над аранжуванням якого працювали співак Constantine та продюсер Євген Філатов. Олександр Лозовський написав «Чекай», аранжуванням якого займався композитор Вадим Лисиця, а над треком «Сила» працювала команда Dynamika Music разом з Кирилом Матюшенком. До альбому також увійшла українська народна пісня «Чом ти не прийшов» у сучасній обробці.
23 травня 2019 року Огнєвіч випустила музичне відео на пісню «Солодка кара», яку вона представила на «Вечорі прем'єр з Катериною Осадчою».
10 квітня 2021 року відбувся фінал популярного шоу «Маска», в якому здобуло перемогу Сонце. За маскою цього персонажа ховалася Злата Огнєвіч.
У 2021 році Злата Огнєвіч стала героїнею шоу «Холостячка-2».

## Дискографія

### Альбоми
- Грані (2018)
- Сила Поколінь (2019)
- Богиня (2020)
- Віддаю (2024)

### Пісні
2010
- Остров любви (рос.) (англ.)
- Ангелы (рос.)
- Пристрасть
- Kiss (разом із DJ Shamshudinov) (англ.)
- Зозуля

2011
- Japan (англ.)
- My Bunny (англ.)
- Далеко (рос.)

2012
- За лісами, горами
- One Day (англ.)

2013
- Gravity (англ.)

2014
- Ice & Fire Kiss (разом із Е. Гасимовим) (англ.)
- Pray for Ukraine (англ.)

2015
- Моя мелодія
- Gəl Ey Səhər (азерб.)
- Запали вогонь

## Відеографія
| Рік  | Пісня                 | Режисер                         | Альбом        | Дж.    |
| ---- | --------------------- | ------------------------------- | ------------- | ------ |
| 2010 | Остров любви (рос.)   |                                 | Поза альбомом |        |
| 2010 | Ангелы (рос.)         |                                 | Поза альбомом |        |
| 2010 | Пристрасть            |                                 | Поза альбомом |        |
| 2010 | Kiss                  | Вікторія Некрасова              | Поза альбомом |        |
| 2010 | Зозуля (укр.) (англ.) | Олег Степченко                  | Поза альбомом |        |
| 2011 | Далеко (рос.)         | Дідьє Даубіч Вікторія Некрасова | Поза альбомом |        |
| 2013 | Gravity (англ.)       | Наджма Бхатті                   | Поза альбомом |        |
| 2015 | Кружева (рос.)        | Євген Тимохін                   | Поза альбомом |        |
| 2016 | Новорічне диско       |                                 | Поза альбомом | [ 27 ] |
| 2017 | За літом, за весною   | Юрій Морозов                    | Поза альбомом |        |
| 2017 | Танцювати             | Костянтин Гордієнко             | Грані         | [ 28 ] |
| 2018 | Do мене               | Костянтин Гордієнко             | Грані         |        |
| 2018 | Doloni                | Костянтин Гордієнко             | Грані         |        |
| 2019 | Солодка Кара          | Денис Маноха Максим Шелковников | Очікується    | [ 24 ] |

## Фільмографія
| Рік  |    | Українська назва | Оригінальна назва | Роль                        |
| ---- | -- | ---------------- | ----------------- | --------------------------- |
| 2016 | мф | Зоотрополіс      | Zootopia          | Газель (український дубляж) |

## Нагороди і відзнаки

### Державні нагороди
- Орден княгині Ольги III ст. (23 серпня 2022)[29].

### Звання
- 2013: звання «Заслужений артист Автономної Республіки Крим»[5][30].

### Премії та номінації
| Рік  | Премія               | Номінація                     | Результат | Нотатки     | Дж.                  |
| ---- | -------------------- | ----------------------------- | --------- | ----------- | -------------------- |
| 2017 | M1 Music Awards      | Найкраща співачка             | Номінація |             | [ 31 ]               |
| 2017 | M1 Music Awards      | Червона Рута                  | Номінація | «Танцювати» | [ 31 ]               |
| 2017 | M1 Music Awards      | Найкращий виступ на церемонії | Номінація | «Танцювати» | [ 31 ]               |
| 2018 | Золота Жар-птиця     | Dance-хіт                     | Перемога  | «Танцювати» | [ 32 ] [ 33 ] [ 34 ] |
| 2018 | Золота Жар-птиця     | Хіт року                      | Номінація | «Танцювати» | [ 32 ] [ 33 ] [ 34 ] |
| 2018 | Золота Жар-птиця     | Співачка року                 | Номінація |             | [ 32 ] [ 33 ] [ 34 ] |
| 2019 | Золота Жар-птиця     | Dance-хіт                     | Номінація | «Долоні»    |                      |
| 2019 | Золота Жар-птиця     | Кліп року                     | Номінація | «Долоні»    |                      |
| 2019 | Золота Жар-птиця     | Співачка року                 | Перемога  |             | [ 35 ]               |
| 2019 | Top Hit Music Awards | Найкраща виконавиця на радіо  | Перемога  |             |                      |

## Сім'я
Батько — Леонід Григорович Бордюг — полковник медичної служби, народився в місті Олександрії, Кіровоградської області. З 1999 року він почав служити провідним хірургом у структурі медичного забезпечення ВМС ЗС України.
Мати — Галина Василівна Бордюг — вчителька російської мови та літератури.

## Громадянська позиція

Огнєвіч і Владислав Ващук на футбольному матчі між українськими та азербайджанськими ветеранами війни, 11.09.2019

2014 року підтримала Євромайдан. Для Огнєвич та її батьків, які мешкали в Криму, російська анексія стала шоком, усі вони сприйняли її дуже болісно. Родина співачки відмовилася брати російські паспорти. Огнєвіч розірвала контракт із владою Криму, відповідно до якого вона була обличчям рекламної кампанії Криму з 2012 року.
У травні 2014 року повідомляла кількість балів, відданих Україною на 59-му пісенному конкурсі «Євробачення», на якому вона привітала ведучих та глядачів патріотичним вітанням «Слава Україні!».

## Політична кар'єра

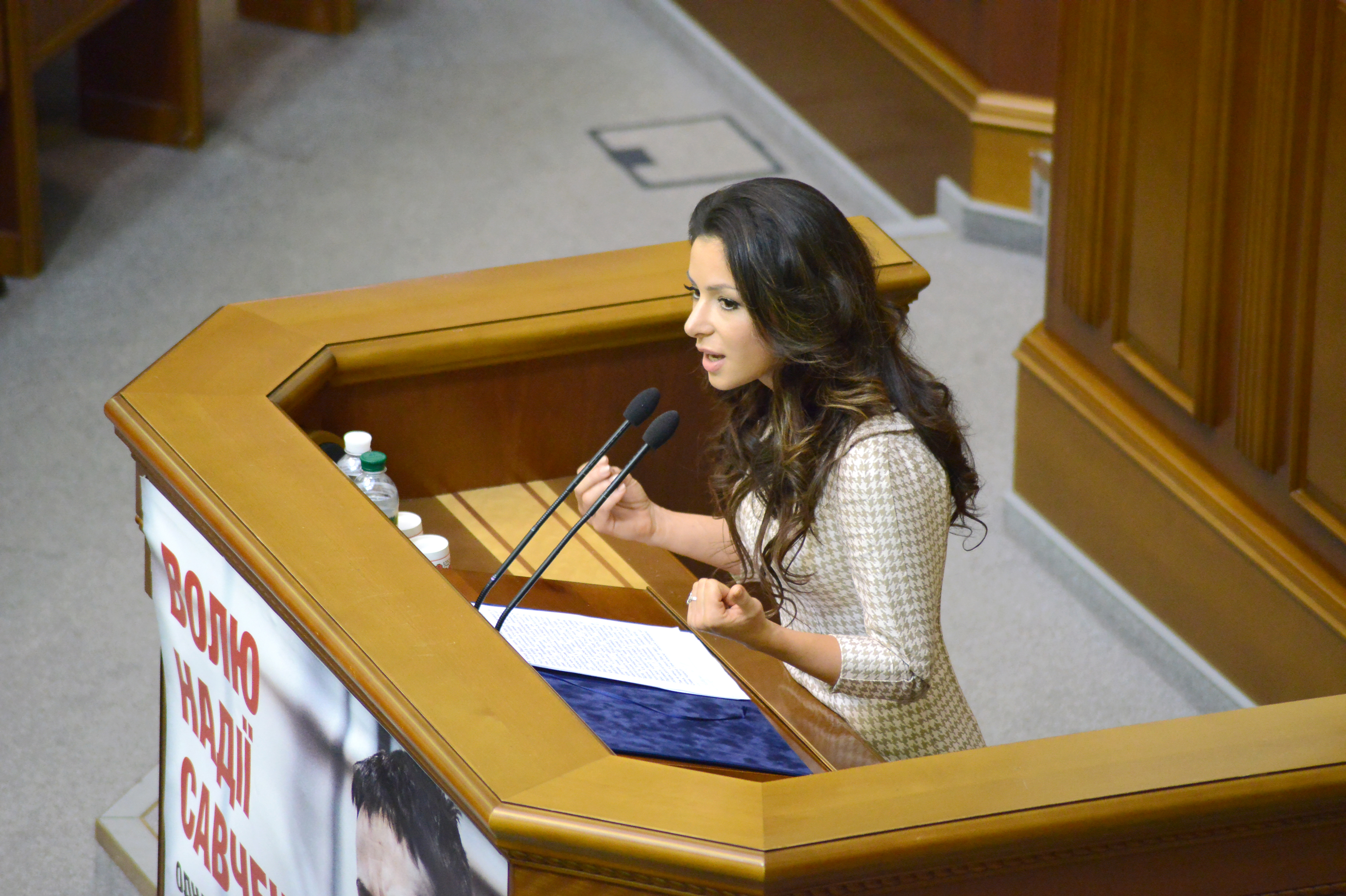
Виступ у Верховній Раді України, 2015 р.

10 листопада 2014 року успішно балотувалася до Верховної Ради України VIII скликання за списком Радикальної партії Олега Ляшка під № 4 Набула депутатських повноважень 27 листопада 2014 року. Голова підкомітету з питань творчої діяльності, мистецтв, культурно-просвітницької політики Комітету Верховної Ради України з питань культури і духовності.
Будучи депутаткою, на відміну від більшості інших депутатів фракції Радикальної партії, не підтримала ані «Звернення… про визнання Російської Федерації державою-агресором» (була відсутня), ані законопроєкт, що накладав обмеження на право трансляції російських кінофільмів (не голосувала), ані законопроєкт про обов'язкове володіння держслужбовцями українською мовою (не голосувала).
10 листопада 2015 року заявила з трибуни Верховної Ради про те, що складає повноваження народного депутата України.

### Цікавий факт
Сайт Верховної Ради зафіксував зміну імені та прізвища з 4 на 5 лютого, внаслідок чого голосування та реєстрація депутатки до 5 лютого (Інни Леонідівни Бордюг) і після (Злати Леонідівни Огнєвіч) відображаються на різних сторінках.